# سعة السوائل
السعة عامة هي : حجم السائل الذي يملأ جسم أجوف.

## أمثلة للسعة
```
1- كوب الماء 
فالماء
 سائل والكوب جسم أجوف فإن سعة الماء هي حجمه داخل الكوب

2- إبريق العصير فالعصير سائل والإبريق جسم أجوف فإن سعة العصير هي حجمه داخل الإبريق
```

## وحدات قياس السعة
نعلم أن الحجم هو مقدار الحيز الذي يشغله الجسم من الفراغ
ونعلم أن وحدات الحجم : مليمتر مكعب (مم3)، سنتيمتر مكعب (سم3)، ديسيمتر مكعب (دسم 3) ، متر مكعب (م3)، كيلو متر مكعب (كم3)
فأيضا للسعة وحدات وهي : مليلتر ، لتر
اللتر = 1000مليلتر ، واختصاره مل

## العلاقة بين الحجم والسعة
يوجد علاقة كبيرة بين الحجم والسعة وهي أن وحدات السعة تساوى وحدات الحجم

## مثال
إذا كان هناك مكعب حجمه 1دسم3 فإنه لو سكبنا زجاجة واحد لتر من الماء في هذا المكعب فإنه سيمتلأ إلى آخره تماما، وهذا يعنى أن قيمة اللتر = قيمة دسم3 ، كذلك قيمة المليلتر = قيمة سم3
وبما أن دسم3 == لتر فإن : 3دسم3 = 3لتر
```
                                               5دسم3 = 5لتر 
                                                    6دسم3 = 6لتر
```

أيضا بما أن سم3 == مليلتر فإن : 5سم3 = 5مل
```
                                                    9سم3 = 9مل
```

## وظائف وحدات السعة
لكل وحدة من وحدات السعة استخدام فمثلا :
- زجاجة الدواء أو الحقنة تقدر سعتهما بالمليلتر
- زجاجة الحليب أو العصير تقدر سعتها باللتر